# Saint-Maurin
Saint-Maurin é uma comuna francesa na região administrativa da Nova Aquitânia, no departamento Lot-et-Garonne. Estende-se por uma área de 21,71 km². Em 2010 a comuna tinha 440 habitantes (densidade: 20,3 hab./km²).